# Bernard James
Bernard Ronald James (ur. 7 lutego 1985 w Savannah) – amerykański koszykarz, środkowy, aktualnie zawodnik Anhui Wenyi.
3 sierpnia 2017 zawarł umowę z Anhui Wenyi, występującym w II lidze chińskiej NBL.

## Osiągnięcia
Stan na 4 sierpnia 2017, na podstawie, o ile nie zaznaczono inaczej.
NCAA
- Uczestnik rozgrywek:
  - Sweet Sixteen turnieju NCAA (2011)
  - II rundy turnieju NCAA (2011, 2012)
- Mistrz turnieju Atlantic Coast (ACC – 2012)
- Zaliczony do:
  - I składu defensywnego ACC (2012)
  - II składu turnieju ACC (2012)
  - składu All-ACC Honorable Mention (2012)
- Laureat nagrody USBWA Most Courageous Award (2012)